# British Petroleum
British Petroleum, BP, British Petroleum Corp. — нафтогазова, нафтохімічна та вугільна транснаціональна монополія Великої Британії.

## Історія
У 1909 році за ініціативи британського адміралтейства на базі концесії успішного золоторудного та нафтового бізнесмена д’Арсі створена «Англо-Перська нафтова компанія» (Anglo-Persian Oil Company), яка з 1954 отримала назву «Брітіш Петроліум» (British Petroleum Company). Основні активи належали «Burmah Oil», яка з 1905 фінансувала пошуки нафти, а Вільям д’Арсі став директором новоствореної компанії. Через п’ять років після заснування (напередодні Першої світової війни) 51 % акцій компанії викупив британський уряд (компанія стала державною), чому активно сприяв перший лорд адміралтейства Вінстон Черчиль.
Спеціалізується на розвідці, видобутку і переробці нафти, природного газу, а також вугілля, руд кольорових металів і урану. 
British Petroleum в кінці ХХ ст. займає 8-е місце серед приватних компаній промислово розвинених країн з видобутку вугілля. Розвідує і добуває нафту в 26 країнах. Запаси нафти 1,05 млрд т, з яких 73 % припадають на континентальний шельф Великої Британії і Північної Америки. Компанії British Petroleum належить близько 40 нафтопереробних підприємств в 25 країнах з сумарною виробничою потужністю 120 млн т на рік. Компанія має власний нафтоналивний флот, в складі близько 70 танкерів загальною вантажопідйомністю понад 7 млн. дедвейт/т. Крім того, вона експлуатує близько 50 зафрахтованих суден загальною вантажопідйомністю близько 7 млн дедвейт/т. Їй належать також (повністю або частково) нафтопроводи в Великій Британії, Німеччині, Нідерландах, Швейцарії, Австрії, США і нафтопровід Баку–Тбілісі–Джейхан.
У серпні 2024 року British Petroleum уклала угоду з NASA щодо використання технології буріння свердловин для дослідження Місяця. Йдеться не про пошук запасів нафти чи газу, а про обмін технологіями та досвідом для пошуку води на природному супутнику Землі та виробництва енергії в екстремальних умовах.